# Monument Wolfe
Ne doit pas être confondu avec Monument Wolfe-Montcalm.
Le monument Wolfe est une colonne dorique commémorant le lieu du décès du général britannique James Wolfe durant la bataille des Plaines d'Abraham le 13 septembre 1759. Il est situé près du musée national des beaux-arts du Québec, au sein du parc des Champs-de-Bataille à Québec.

## Description

### Caractéristiques
Le monument possède une hauteur de 11,5 mètres. Il comprend un piédestal et une sculpture en bronze à son sommet représentant un casque et une épée. Le monument est au centre d'un rond-point à la rencontre de l'avenue Wolfe-Montcalm et de l'avenue George-VI.

### Inscriptions
Le piédestal comporte des plaques commémoratives sur ses quatre faces dont les inscriptions sont en français et en anglais. Au nord-ouest, on peut lire : « Ici mourut Wolfe le treize septembre 1759 ». Au sud-ouest, un historique dresse les dates de construction des quatre versions précédentes du monument. 
Au nord-est :
Ce monument fut érigé par l'armée britannique au Canada A. D. 1849 par son excellence Lieut. Genl. Sir Benjamin D'Urban commandant des forces remplaçant celui érigé par le gouverneur Gen. Lord Aylmer G.C.B. et qui fut démoli en 1832. Les débris du premier monument sont enfouis sous celui-ci.
Au sud-est :
Ce cinquième monument fut érigé par la Commission des champs de bataille nationaux en juillet 1965 afin de remplacer la colonne qui fut détruite le 29 mars 1963.

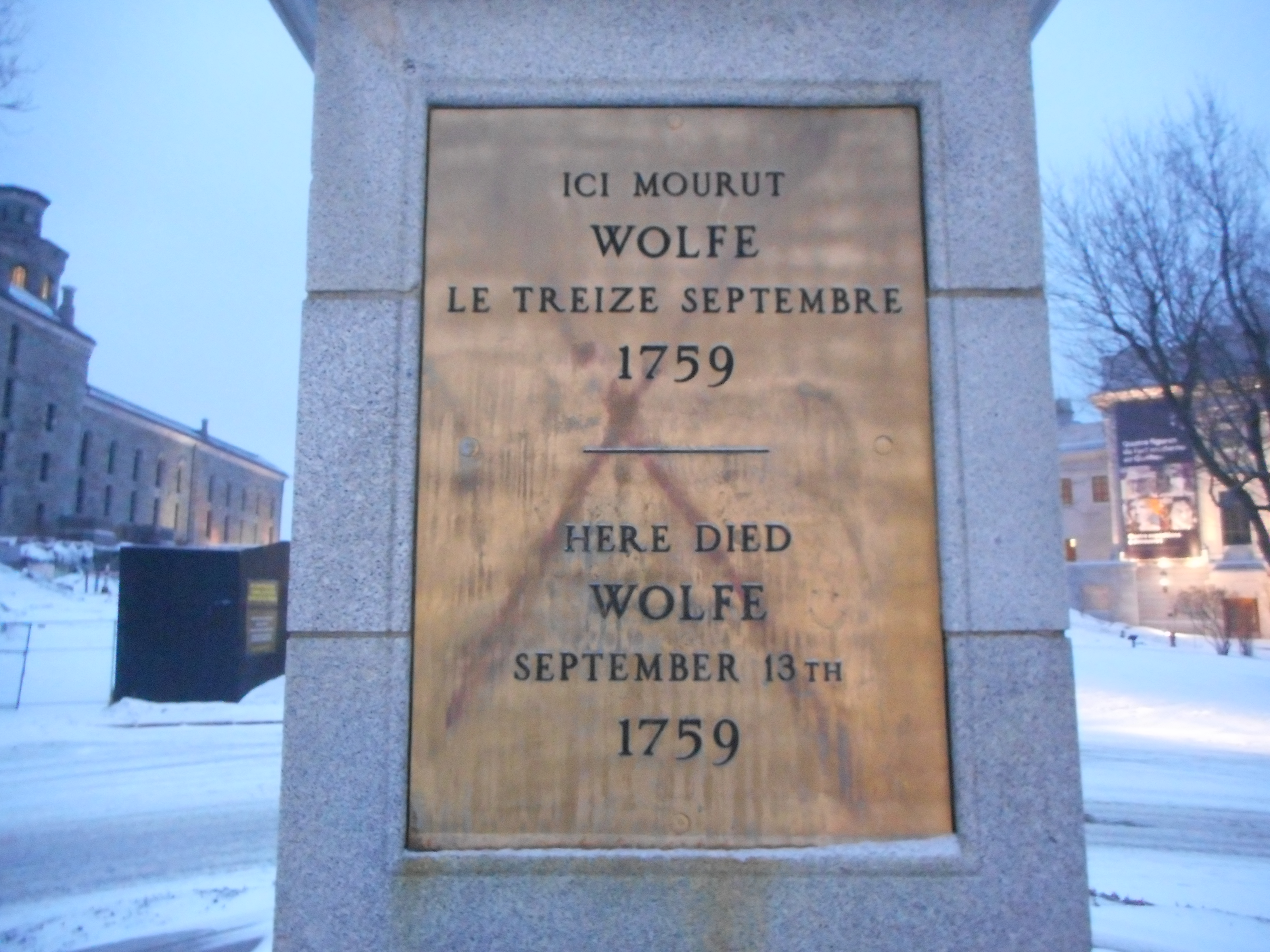
Nord-ouest.
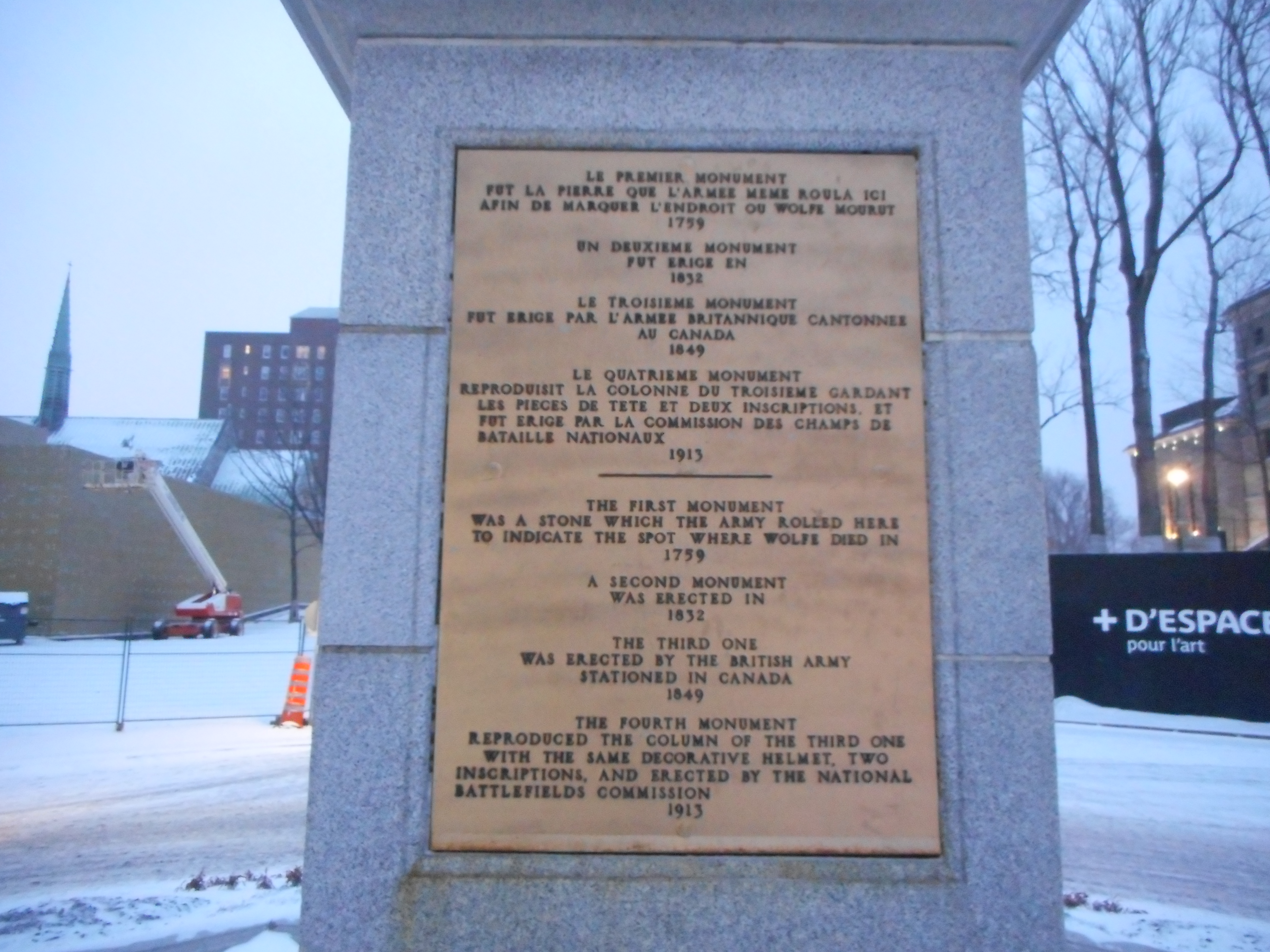
Sud-ouest.
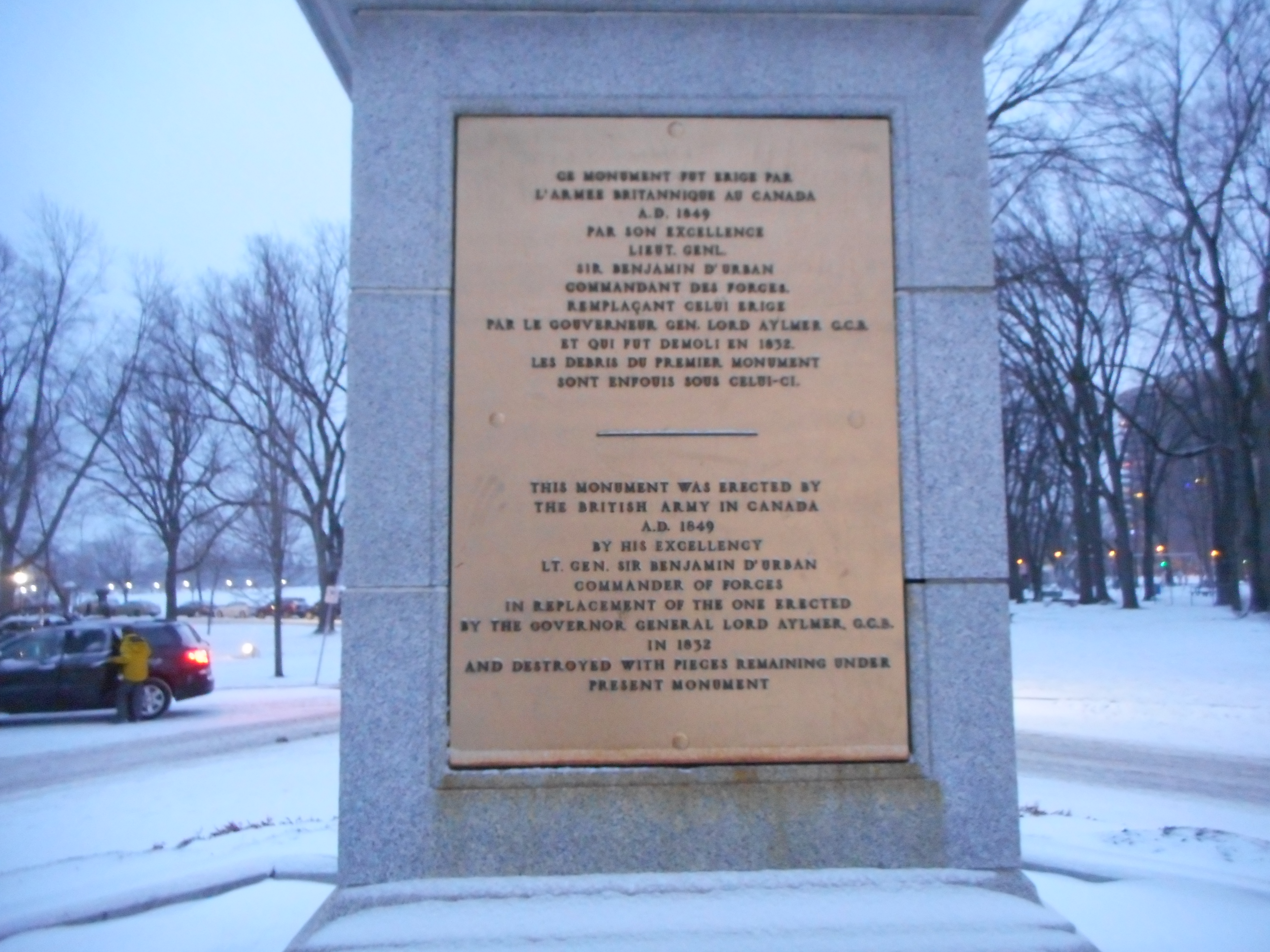
Nord-est.
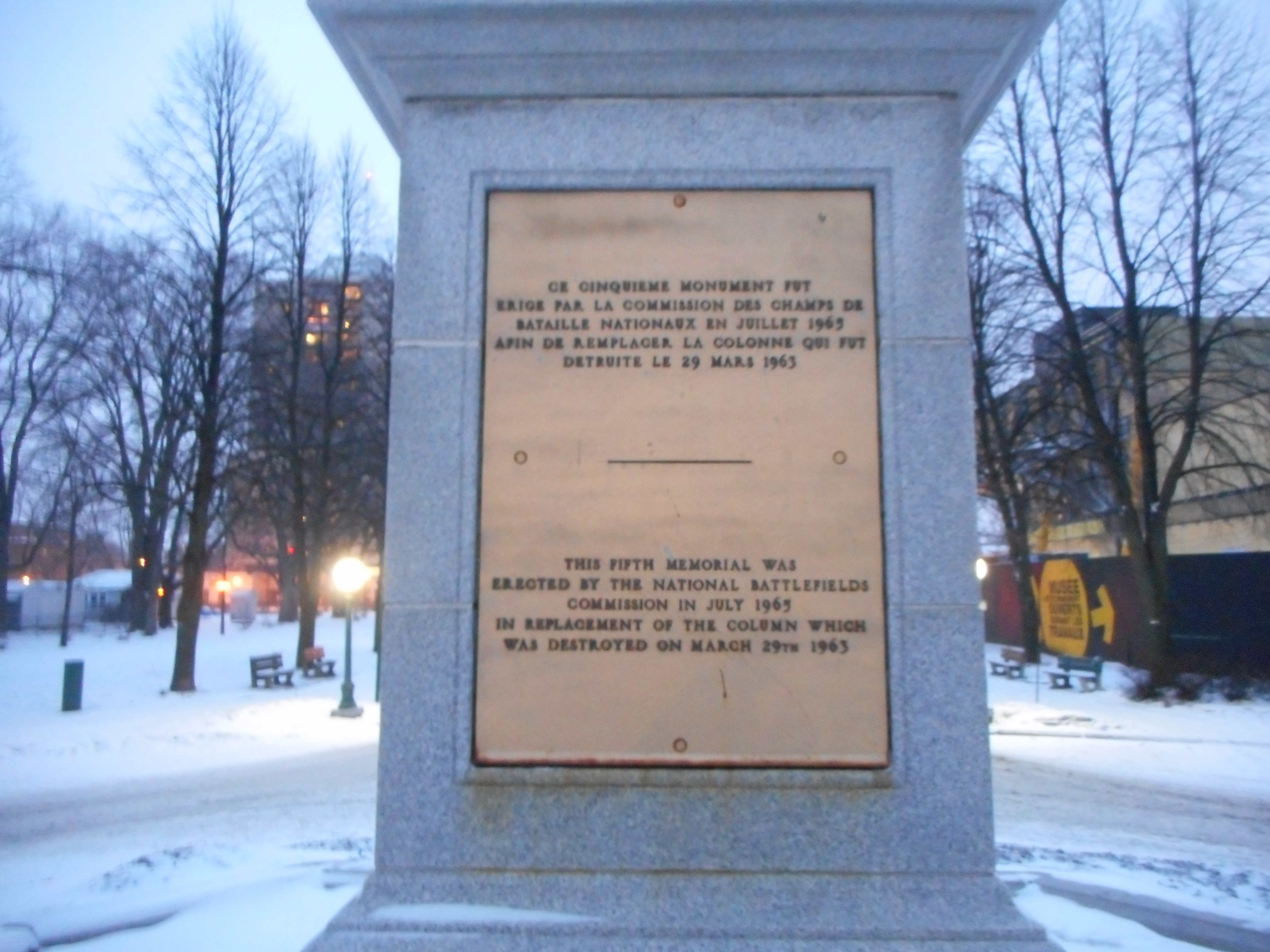
Sud-est.

## Historique

### Avant le monument
Après la bataille des plaines d'Abraham, des soldats auraient roulé une pierre à l'endroit où le général britannique James Wolfe avait succombé à ses blessures. En 1790, trente ans après la bataille, le major Samuel Holland marque le lieu avec un repère géodésique.

### Première construction
En 1828, le monument Wolfe-Montcalm est inauguré dans le jardin des Gouverneurs, près de la terrasse Dufferin. Néanmoins, des Britanniques demandent la construction d'un monument dédié uniquement à Wolfe. En 1832, le gouverneur Matthew Whitworth-Aylmer endosse donc la construction d'une colonne tronquée commémorative à l'emplacement du repère géodésique. Sur le monument est inscrit en anglais : Here died Wolfe victorious - September XIII – MDCCLIX (« Ici est mort Wolfe victorieux le 13 septembre 1759 »).

### Deuxième construction

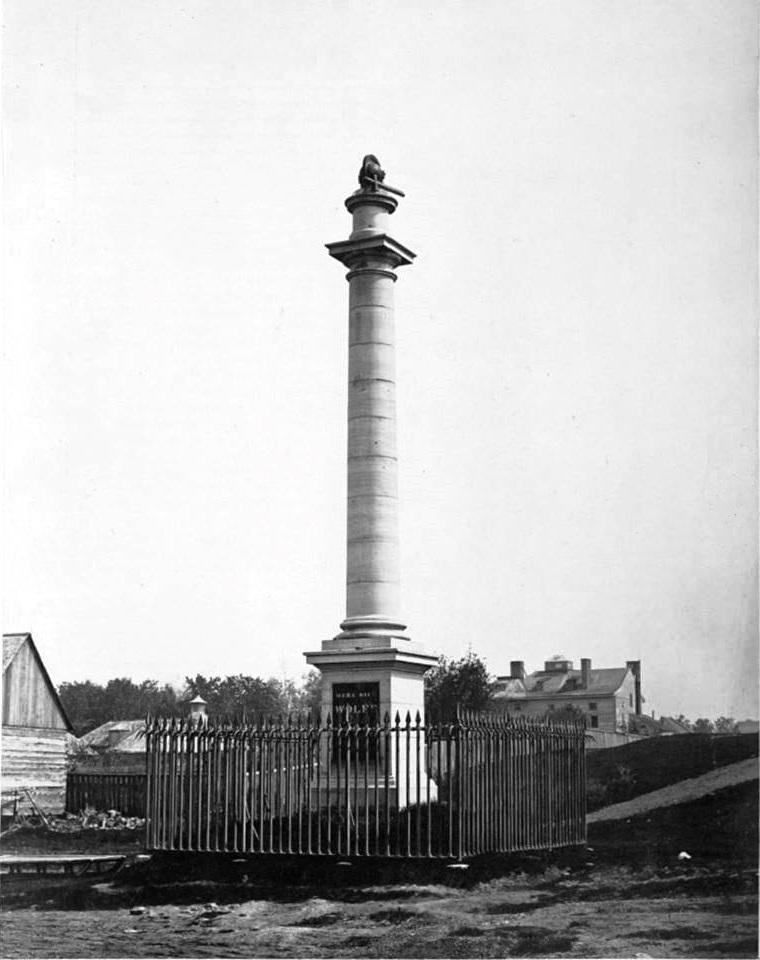
Le monument vers 1880.

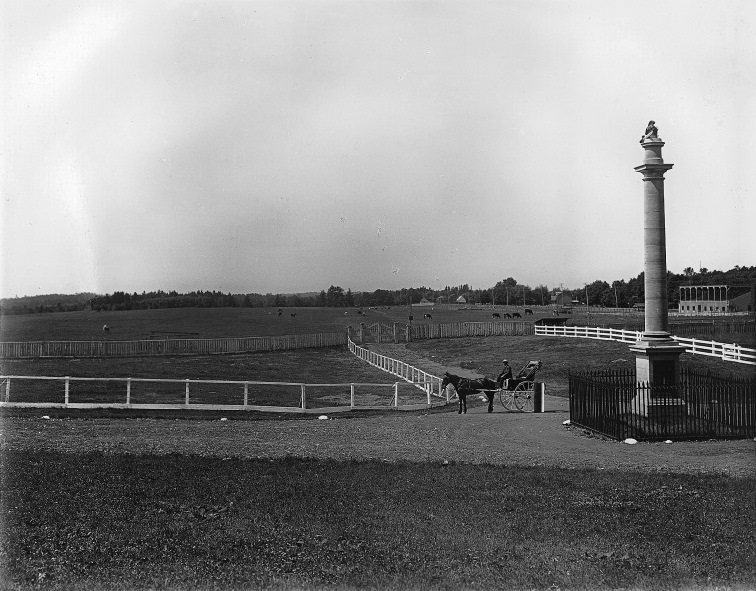
Le monument vers 1898.

La première version du monument est détériorée en quelques années en raison des visiteurs qui avaient l'habitude d'en prendre des morceaux comme souvenir. Le monument est reconstruit en 1849, mais cette fois-ci la colonne tronquée laisse place à une colonne dorique complète surmontée d'un casque et d'une épée. Sa construction est financée par la garnison britannique à Québec. La plaque de 1832 est conservée et on y appose une deuxième plaque. Une clôture en fer hérissée de pointes entoure désormais le monument pour en assurer l'intégrité.

### Troisième construction
Le monument doit être remplacé en 1913 en raison d'une détérioration naturelle. Les deux plaques commémoratives et les pièces au sommet sont conservées. Une troisième plaque est ajoutée pour dresser l'historique des versions précédentes du monument. Dans les années 1960, le nationalisme québécois connaît une période d'effervescence. Dans la nuit du 29 mars 1963, le monument est renversé et démoli par des membres du Front de libération du Québec. Les plaques commémoratives inscrites en anglais sont dérobées dans les mois suivants.

### Quatrième construction
La reconstruction du monument doit attendre 1965. La Commission des champs de bataille nationaux procède à son inauguration en juillet 1965. De nouvelles plaques commémoratives bilingues (français et anglais) sont installées. La mention Victorious (« Victorieux ») qui précédait le nom et la date de décès de Wolfe est retirée.